# Havlíčkův Brod
Havlíčkův Brod (pronunciació en txec: [ˈɦavliːtʃkuːf ˈbrot]), Německý Brod fins al 1945 (pronunciació en txec: [ˈɲɛmɛtskiː ˈbrot]; en alemany: Deutschbrod) és una ciutat a la regió de Vysočina de la República Txeca. També és la capital del districte Havlíčkův Brod. Es troba a la vora del riu Sázava a les terres altes de Bohèmia-Moràvia i el 2002 tenia 24.321 habitants. Pertany a la terra històrica de Bohèmia.

## Ciutats agermanades
- Spišská Nová Ves, Eslovàquia